# Şehzade Mustafa
Pour les autres princes portant le même titre, voir Şehzade.
Şehzade Mustafa ou  Prince Moustafa (né en 1515 à Manisa, mort le 6 octobre 1553 à Ereğli, actuelle province de Konya) est un fils de Soliman le Magnifique ayant été considéré comme le principal candidat au trône jusqu'à son exécution. Il fut gouverneur de la province de Manisa de 1533 à 1541 puis de celle d'Amasya de 1541 à sa mort en 1553.
Mustafa, l'aîné des fils survivants de Soliman, était considéré comme le plus talentueux des frères et avait le soutien de Pargalı Ibrahim Pasha, qui était le grand vizir de Soliman au début de son règne. Guillaume Postel écrit ainsi en 1537 : « Soliman a parmi ses enfants un fils nommé Mustafa, merveilleusement bien éduqué, prudent et en âge de régner car il n'a que 24 ou 25 ans ; puisse Dieu empêcher un barbare d'une telle force de nous approcher ». Ogier Ghislain de Busbecq évoque ses « dons naturels remarquables ».

## Exécution
En 1552, lorsque la campagne contre les Séfévides fut lancée avec à sa tête Rüstem, les intrigues commencèrent contre Mustafa. Rüstem envoya l'un des hommes les plus respectés de Soliman pour rapporter que comme Soliman n'était pas à la tête de l'armée, les soldats pensaient que le temps était venu de mettre un plus jeune prince sur le trône ; dans le même temps il fit courir l'idée que Mustafa avait été réceptif à cette idée. Ulcéré par ce qu'il croyait être des plans de Mustafa pour s'emparer du trône, Soliman le convoqua dans sa tente d'Ereğli à son retour de Perse pour qu'il « puisse se justifier des crimes dont il était accusé et qu’il n’avait rien à craindre s’il venait ».
Mustafa devait choisir, soit il apparaissait devant son père avec le risque d'être tué soit il refusait de venir et serait accusé de trahison. Finalement, il choisit de se rendre à l'invitation, confiant dans le fait que le soutien de l'armée le protégerait. Busbecq, qui avance avoir reçu un rapport d'un témoin, relate les derniers moments de Mustafa. Alors qu'il entrait dans sa tente, les eunuques de Soliman attaquèrent Mustafa qui se défendit vaillamment. Soliman, séparé de la lutte par de simples rideaux, assista à la scène. Mustafa fut étranglé avec une corde à arc.

## Dans les arts et la culture populaire
- Il est interprété par Ercü Turan dans la série télévisée turque Hürrem Sultan de 2003.
- Il est interprété par Mehmet Günsür dans la série télévisée turque Muhteşem Yüzyıl, diffusée entre 2011 et 2014.